# 錢貝里區
錢貝里（西班牙語：Chamberí）是西班牙首都馬德里的21個區之一，下轄有6個分区。錢貝里區的區假日是7月16日，面積469.22公頃。2008年1月1日時，錢貝里區有人口145,934人。